# 小島亨介
小島 亨介（こじま りょうすけ、1997年1月30日 - ）は、愛知県豊田市出身のプロサッカー選手。Jリーグ・柏レイソル所属。ポジションはゴールキーパー（GK）。元日本代表。

## 来歴

### プロ入り前
幼稚園年長の時に2002 FIFAワールドカップをテレビで観て憧れを抱いたことがきっかけとなり、小学校1年次にサッカーを始めた。父親が野球好きでキャッチボールをよく行っていたことから当初は野球を始めようとしたが、地元の野球クラブが3年生からしか入団出来なかったのでサッカーを選択したという経緯もある。始めはフィールドプレーヤーを務めていたが、6年次にチームのコーチに勧められたことによりゴールキーパーでのプレーを始め、中学1年次にはGKに専念するようになった。
下山FCを経て岡崎スクール、三好FC、U15、U18と名古屋グランパスの各年代育成組織に所属し、高校2年次の2013年にはトップチームに2種登録選手として登録された。
名古屋U18卒業後のトップチーム昇格は見送られ、大学進学を選択。早稲田大学ア式蹴球部への練習参加の際、部員の練習姿勢を見て「自分に足りなかった部分がこの環境にはある」と感じ、早大進学を決意した（同期に相馬勇紀、冨田康平、岡田優希など）。1年次の2015年はデンソーカップチャレンジの全日本選抜に選出されたものの、入部から2年次までは2学年上の後藤雅明が正GKで、自身は基本的に第3GKの立場で1年目は出場がなく、2年目も2試合の出場に留まっていた。ただ、2016年の関東大学リーグ表彰式では、AFC U-19選手権制覇に貢献（後述）したことが評価され特別賞を受賞した。
後藤が卒業した大学3年次の2017年より正GKの座を一旦は奪取したが、並行する代表活動や負傷の影響により公式戦9試合の出場に留まった。それでもチームは関東大学リーグ2部優勝及び1年での1部復帰を果たし、リーグ表彰式では2年連続で特別賞に選出された。大学4年次の関東大学リーグでは開幕戦から定位置を確保し、代表活動によって離脱した1試合を除く21試合に出場。代表活動との行き来でコンディションが整わないこともあったが、優勝が懸かった第20節・東京国際大戦では試合終盤に好セーブを連発し、早大を3年振りの1部リーグ制覇に導いた。同年のリーグ表彰式にてGKとしては関憲太郎・服部一輝に続くリーグ史上3人目のMVPと、ベストイレブン・特別賞を受賞した。

### 大分トリニータ
大学4年時に大分トリニータの練習に参加すると入団を即決し、2019年に加入。背番号はかつて西川周作、梅崎司らが背負った「21」に決定した。
開幕戦からベンチ入りを果たすと、ルヴァン杯予選第1節・セレッソ大阪戦にて先発出場でプロ公式戦デビューを果たす。ルヴァン杯予選第2節・名古屋グランパス戦でも先発したが、その後はベンチ入りの機会も減りルヴァン杯2試合の出場に留まった。

### アルビレックス新潟
2020年より、J2・アルビレックス新潟に期限付き移籍。J2第1節・ザスパクサツ群馬戦にて先発出場でJリーグデビューを果たすと、無失点に抑え勝利に貢献したが、新型コロナウイルスによる中断期間中に負傷し、リーグ戦再開後は藤田和輝がリーグ戦に出場した。復帰後は再度レギュラーを獲得するも、30節の東京ヴェルディ戦で再び負傷により離脱した。シーズン終盤に復帰するも、37節のV・ファーレン長崎戦のみの出場にとどまった。
2021年は新潟との期限付き移籍期間を1年延長し、背番号を1番に変更した。同シーズンは開幕前に怪我の手術をしたため出遅れ、阿部航斗にポジションを奪われたが、第18節ファジアーノ岡山戦で阿部を抑えて先発に抜擢。半年ぶりの復帰を果たした。しかしその後はコンディションが上向かず、阿部に再びポジションを譲るなどと同シーズンの出場は9試合に留まった。
2022年より新潟に完全移籍。開幕戦からスタメンの座を確保すると、プロ入り後初のリーグ戦全試合フルタイム出場を達成。チームのJ2優勝及び5年ぶりのJ1昇格に貢献した。

### 柏レイソル
2025年、柏レイソルへ完全移籍。

### 日本代表
2011年にU-15日本代表候補のトレーニングメンバーに選出される。翌年U-16日本代表に選出されると、以後継続して年代別代表に招集されるようになる。2016年のAFC U-19選手権では、年代別代表では正GKを務めながら大学ではほぼ出番が無いというギャップを、逆に自身を奮い立たせる原材料とし、全6試合中の5試合に先発出場。決勝戦・タジキスタン戦でビッグセーブを見せるなど全試合で相手を完封し、大会制覇に貢献した。
2017年6月にはFIFA U-20ワールドカップに出場。チームはベネズエラに敗れ決勝トーナメント1回戦敗退となり、自身も4試合6失点と完封試合を達成することが出来なかったが、全試合に先発出場し世界の力量を体感した。同年8月にはユニバーシアード日本代表として、2017年夏季ユニバーシアード（台北）に出場。決勝戦こそ先発の座を永石拓海に譲ったが、全6試合中3試合に先発出場し同大会優勝に貢献した。
2018年、森保一体制となって初の公式戦となるAFC U-23選手権に臨むU-21日本代表に選出。初戦のパレスチナ戦を含む全4試合中3試合に出場し、ベスト8の成績を残した。同年8月にはアジア競技大会に出場。負傷により欠場した1試合以外の6試合に先発出場を果たしたが、チームは決勝で韓国に惜敗し準優勝となった。
2019年5月、コパ・アメリカに臨む東京五輪世代中心で構成された日本代表（A代表）に選出され、同年12月にはEAFF E-1サッカー選手権2019に出場する日本代表にも選出されたが、ともに公式戦出場機会はなかった。
年代別代表への招集も2020年初頭に開催されたAFC U-23選手権2020への参加を最後に途絶え、最終的には東京五輪のメンバーからも外れた。
2023年10月12日、MIZUHO BLUE DREAM MATCH 2023、キリンチャレンジカップ2023のカナダ代表、チュニジア代表との試合でヴィッセル神戸の前川黛也が怪我したことにより、追加召集された。なお出場はなかった。

## 人物・エピソード
- 目標の選手としては元イタリア代表GKのジャンルイジ・ブッフォンの名を挙げ、「技術の高さはもちろん、存在感や信頼感の大きさがすごいなと思う」と理由を語っている[5]。また憧れの選手としては、名古屋2種登録時代に共に練習を行った楢﨑正剛の名を挙げており、「プレーもそうですし、人間的にもすごく魅力的な方。一人の人間として尊敬しています。頑張ってね、と言われたことがすごくうれしかった。僕も楢﨑さんのようなチームとかサポーターに愛される選手になりたい」と語っている[38]。
- 早稲田大学4年次に監督として指導を受けた外池大亮からは「失点をしてもポジティブに切り替えられる。上手くいかないことがあっても失敗を成長につなげられる安定感があった」とメンタリティを評価されている[8]。

## 所属クラブ
- 下山FC[2]（豊田市立巴ヶ丘小学校[39]）
- 名古屋グランパス岡崎スクール[2]
- 2009年 - 2010年 名古屋グランパス三好FC[2]（豊田市立下山中学校[40]）
- 2011年 名古屋グランパス U15[2]
- 2012年 - 2014年 名古屋グランパス U18（東海学園高等学校[41]）
  - 2013年  名古屋グランパス（2種登録選手）
- 2015年 - 2018年 早稲田大学（スポーツ科学部[4]）
- 2019年 - 2021年  大分トリニータ
  - 2020年 - 2021年  アルビレックス新潟（期限付き移籍）
- 2022年 - 2024年  アルビレックス新潟
- 2025年 -  柏レイソル

## 個人成績
| 国内大会個人成績 | 国内大会個人成績 | 国内大会個人成績 | 国内大会個人成績 | 国内大会個人成績 | 国内大会個人成績 | 国内大会個人成績 | 国内大会個人成績 | 国内大会個人成績 | 国内大会個人成績 | 国内大会個人成績 | 国内大会個人成績 |
| 年度             | クラブ           | 背番号           | リーグ           | リーグ戦         | リーグ戦         | リーグ杯         | リーグ杯         | オープン杯       | オープン杯       | 期間通算         | 期間通算         |
| 年度             | クラブ           | 背番号           | リーグ           | 出場             | 得点             | 出場             | 得点             | 出場             | 得点             | 出場             | 得点             |
| 日本             | 日本             | 日本             | 日本             | リーグ戦         | リーグ戦         | リーグ杯         | リーグ杯         | 天皇杯           | 天皇杯           | 期間通算         | 期間通算         |
| ---------------- | ---------------- | ---------------- | ---------------- | ---------------- | ---------------- | ---------------- | ---------------- | ---------------- | ---------------- | ---------------- | ---------------- |
| 2019             | 大分             | 21               | J1               | 0                | 0                | 2                | 0                | 0                | 0                | 2                | 0                |
| 2020             | 新潟             | 22               | J2               | 22               | 0                | -                | -                | -                | -                | 22               | 0                |
| 2021             | 新潟             | 1                | J2               | 9                | 0                | -                | -                | 2                | 0                | 11               | 0                |
| 2022             | 新潟             | 1                | J2               | 42               | 0                | -                | -                | 0                | 0                | 42               | 0                |
| 2023             | 新潟             | 1                | J1               | 30               | 0                | 0                | 0                | 0                | 0                | 30               | 0                |
| 2024             | 新潟             | 1                | J1               | 33               | 0                | 0                | 0                | 0                | 0                | 33               | 0                |
| 2025             | 柏               | 25               | J1               |                  |                  |                  |                  |                  |                  |                  |                  |
| 通算             | 日本             | 日本             | J1               | 63               | 0                | 2                | 0                | 0                | 0                | 65               | 0                |
| 通算             | 日本             | 日本             | J2               | 73               | 0                | -                | -                | 2                | 0                | 75               | 0                |
| 総通算           | 総通算           | 総通算           | 総通算           | 136              | 0                | 2                | 0                | 2                | 0                | 140              | 0                |

- 2013年は2種登録選手（名古屋、出場なし、背番号36[42]）。
- 公式戦初出場 - 2019年3月6日 Jリーグカップ GS第1節 セレッソ大阪戦（昭和電工ドーム大分）
- Jリーグ初出場 - 2020年2月23日 J2 第1節 ザスパクサツ群馬戦（正田醤油スタジアム群馬）

## タイトル

### クラブ
早稲田大学
- 関東大学サッカーリーグ戦1部：2回（2015年、2018年）
- 関東大学サッカーリーグ戦2部（2017年）
- 東京都サッカートーナメント（天皇杯東京都予選）（2016年）

アルビレックス新潟
- J2リーグ（2022年）

### 代表
U-19日本代表
- AFC U-19選手権（2016年）

ユニバーシアード日本代表
- ユニバーシアード（2017年）

### 個人
- 関東大学サッカーリーグ戦 MVP（2018年）
- 関東大学サッカーリーグ戦 ベストイレブン（2018年）
- 関東大学サッカーリーグ戦 特別賞：3回（2016年、2017年、2018年）
- J2リーグ・ベストイレブン（2022年）
- JPFAアワード（J2）・ベストイレブン：1回（2022年）
- J1リーグ・月間ベストセーブ (2025年2･3月度 第4節 対浦和)[43]

## 代表・選抜歴

### 代表歴
- U-16日本代表
  - モンテギュー国際大会（2012年）
- U-17日本代表
  - サニックス杯国際ユースサッカー大会（2014年）
- U-18日本代表
  - 第27回バレンティン・グラナトキン国際フットボールトーナメント（2015年）
  - Panda Cup（2015年）
  - SBSカップ 国際ユースサッカー（2015年）
  - 長安フォードカップCFA国際ユース（U-18）フットボールトーナメント（2015年）
  - AFC U-19選手権2016予選（2015年）
- U-19日本代表
  - バーレーン U-19カップ（2016年）
  - Suwon JS Cup（英語版）（2016年）
  - Panda Cup（2016年）
  - NTC招待大会（2016年）
  - SBSカップ 国際ユースサッカー（2016年）
  - フランス・UAE遠征（2016年）
  - AFC U-19選手権（2016年）
  - アルゼンチン遠征（2016年）
- U-20日本代表
  - ドイツ遠征（2017年）
  - 2017 FIFA U-20ワールドカップ（2017年）
  - AFC U-23選手権2018 (予選)（2017年）
- U-21日本代表
  - AFC U-23選手権2018（2018年）
  - パラグアイ遠征（2018年）
  - アジア競技大会（2018年）
  - ドバイカップU-23（2018年）
- U-22日本代表
  - AFC U-23選手権2020 (予選)（2019年）
  - 北中米遠征（2019年）
- U-23日本代表
  - AFC U-23選手権2020（2020年）
- 日本代表
  - コパ・アメリカ2019（2019年）
  - EAFF E-1サッカー選手権2019（2019年）

### 選抜歴
- 全日本大学選抜
  - デンソーカップチャレンジ（2016年、2017年）
  - 大学日韓定期戦（2017年、2018年）
- 関東選抜A
  - デンソーカップチャレンジ（2018年）